# Carrington (Wielki Manchester)
Carrington – wieś w Anglii, w hrabstwie ceremonialnym Wielki Manchester, w dystrykcie metropolitalnym Trafford. Leży 12 km na zachód od centrum miasta Manchester. W 2001 miejscowość liczyła 396 mieszkańców.